# Wiktor Dłużniewski
Wiktor Dłużniewski (ur. w 1817 lub 1820 w zaborze austriackim, zm. 14 sierpnia 1873 w Warszawie) – polski nauczyciel, literat, poeta, autor pierwszej wierszowanej gawędy o historii i nazwie Łodzi Paweł Łodzia Kubowicz.

## Życiorys
Uczęszczał do gimnazjum w Brzeżanach. Być może studiował w Dorpacie i zapewne w Niemczech, bo wraz z Józefem Dziekońskim, dorpatczykiem, miał widzieć „malownicze wybrzeża Renu”. Dziekoński był jednym z liderów warszawskiej cyganerii i być może patronował w 1841 r. debiutowi poetyckiemu Dłużniewskiego w „Nadwiślaninie”. W 1846 r. wydał w Warszawie tomik Poezje, zawierający zbiór tłumaczeń wierszy „młodej Germanii”. W 1847 wydał też w Warszawie gramatykę niemiecką.
W 1843 r. złożył w Warszawie egzamin nauczycielski. W 1847 r. został nauczycielem języka niemieckiego w Hrubieszowie. W 1850 r. przeniesiono go na stanowisko nauczyciela języka polskiego, geografii i kaligrafii do Łodzi do Szkoły Powiatowej Realnej Niemiecko-Rosyjskiej. Uczył też w Zgierzu. Choć wywierał znaczny wpływ na kształtowanie się życia szkoły, popadł jednak w konflikt z otoczeniem, czemu sprzyjała nieodpowiednia atmosfera spowodowana działalnością inspektora (odpowiednik dzisiejszego dyrektora szkoły) A. Leonarda i w 1858 r. został przeniesiony na własną prośbę do szkoły powiatowej w Mławie, co było oczywistą degradacją. Pracował tam do 1866 r.
Pomimo konfliktów łódzki okres życia stanowił czas względnej stabilizacji Dłużniewskiego, człowieka o trudnym charakterze. W 1859 r. opublikował w Warszawie przygotowany w Łodzi Zbiorek wierszy i wierszyków. Na pamięć łodzian zasługuje przede wszystkim z uwagi na temat łódzki w jego twórczości, bowiem w 1857 r. wydał w Warszawie napisaną w Łodzi poetycką gawędę Paweł Łodzia Kubowicz. Zdarzenie z pierwszej połowy XVII wieku (wraz z gawędą Scholastyk i szewc).
Nie historyk, lecz literat, poeta, łódzki nauczyciel był pierwszym, który wypowiedział się na temat pochodzenia nazwy Łodzi. Napisał, że przodek jego tytułowego bohatera, Kuba Mazur, przewiózł łodzią przez Dunaj cesarzowi Zygmuntowi pierścień Zawiszy Czarnego pojmanego przez Turków (1428) i stąd wywodzi się herb rodziny – Łodzia. Paweł Kubowicz zakładając pod koniec XVI w. (co nie odpowiada prawdzie historycznej) miasto nadał mu nazwę właśnie od swego herbu. Znaczenie dla genezy nazwy Łodzi ma jeszcze inny wątek omawianej gawędy, ten że jednym ze starających się o rękę córki Pawła, Urszuli, był syn sąsiada imieniem Włodzio.
Wierszowane opowiadanie Dłużniewskiego o początkach Łodzi nie znajduje żadnego pokrycia w realiach historycznych, choć Paweł z Łodzi, przezwiskiem Kubowicz, był postacią historyczną. Podobnie jak Dłużniewski, kilku historyków nazwę Łodzi również wywodzi od herbu, a Maksymilian Baruch, od imienia Włodzisław. Prawdopodobnie do tegoż opisu nawiązuje legenda o rycerzu, który przybył z daleka w te strony łódką i po wykarczowaniu puszczy założył osadę Łodzia.
Gawędę tę nazywa się niekiedy poetyckim pożegnaniem Łodzi rolniczej, choć w istocie poeta tworzył temu miastu dość spóźnioną legendę eponimiczną, wywodzącą nazwę miasta od jakiejś na poły historycznej postaci. Choć forma nazwiska Kubowicz wskazywałaby na jego pochodzenie mieszczańskie, Dłużniewski wywodził nazwę miasta od założenia go przez szlachcica herbu Łodzia, wsławionego wojennymi czynami za czasów Stefana Batorego – a w rzeczywistości Łódź jako miasto istniała półtora wieku wcześniej, bo od czasów Władysława Jagiełły. Gawęda Dłużniewskiego była więc raczej odroślą Śpiewów historycznych Juliana Niemcewicza, ocieniającą Łódź. W intencji autora bohaterska legenda przeciwstawiała nie tyle rolnictwo – przemysłowi, co rycerską, polską przeszłość – handlarskiej teraźniejszości opanowanej przez Niemców.
To środowisko niemieckie usiłował wyśmiać w próbie dramatycznej Wyprawa do Ameryki. Quotlibet z żywych obrazów miasta Łodzi, napisanej w 1857 r., przesłanej Józefowi Kraszewskiemu, nigdy nie wystawianej, a odnalezionej w papierach adresata w Bibliotece Jagiellońskiej przez Anielę Kowalską. Opublikowanej w 2012 roku przez łódzkie wydawnictwo eConn w opracowaniu Piotra Boczkowskiego i pod redakcją Andrzeja Biskupskiego.
Rzecz nie jest wolna od cech manii prześladowczej autora, nie przedstawia wielkiej wartości, jednak już wówczas – 40 lat przed Władysławem Reymontem – Dłużniewski stosował do Łodzi określenie „ziemia obiecana” (zapewne zresztą – co nie powinno dziwić – obiegowe). Z pozaliterackich, etnograficznych i językoznawczych względów Wyprawa do Ameryki może interesować z racji parodystycznego prześmiewania zwyczajów towarzyskich, pieśni i języka Niemców łódzkich. Dłużniewski miał po temu dane, bo z czasów pobytu nad Renem znał i język, i literaturę, i chyba też kulturę niemiecką.
Porównuje się czasem publikacje o Łodzi Dłużniewskiego i Oskara Flatta. W porównaniu z Oskarem Flattem, którego był niemal rówieśnikiem i z którym też niemal równocześnie publikował, Dłużniewski wydaje się jakby mniej nowoczesny. W czasie, kiedy Oskar Flatt ze stanowiska krajoznawcy dawał obraz „swojskiego przemysłu” w Łodzi, Dłużniewski stosunki miejscowe poznawał z bliska, wprowadzając motyw tego miasta do poezji. Flatt był bardziej zwiastunem pozytywizmu, Dłużniewski – radykalizującym i zagubionym w Łodzi epigonem romantyzmu. Niemniej to on właśnie wprowadził do literatury o Łodzi pierwszą zapowiedź antyurbanizmu, a ponadto sygnalizował, jakie zagrożenie dla polskości stwarzają miejscowi Niemcy – w przeciwieństwie do Flatta, który traktował obyczaje niemieckie, jak się wyraził: wojczyźniane, ze stanowiska zainteresowanego obserwatora.